# Orlando Bloom
Pour les articles homonymes, voir Bloom.
Orlando Bloom (/ɔːˈlændəʊ bluːm/) est un acteur britannique, né le 13 janvier 1977 à Canterbury (Kent, Angleterre).
Il est révélé au début des années 2000 pour ses rôles dans deux grandes séries cinématographiques à succès du cinéma hollywoodien : Le Seigneur des anneaux (2001-2003) et Pirates des Caraïbes (2003-2017). Ses blockbusters suivants (Troie en 2004, Kingdom of Heaven en 2005 et Les Trois Mousquetaires en 2011) sont moins bien reçus par la critique, tout comme ses projets plus classiques (Rencontres à Elizabethtown en 2005, Main Street en 2010, et la coproduction internationale Zulu en 2013).
En 2013, il accepte de revenir aux films qui l'ont révélé en incarnant de nouveau l'elfe Legolas dans la série de films Le Hobbit, puis son personnage de Will Turner pour Pirates des Caraïbes : La Vengeance de Salazar en 2017.
En 2009, il est désigné ambassadeur de l'UNICEF.

## Biographie

### Jeunesse et formation
Né à Canterbury, dans le Kent, en Angleterre, Orlando est le fils de Sonia Constance Josephine (née Copeland), originaire de Calcutta, fille de Betty Constance Josephine (née Walker) et de Francis John Copeland (chirurgien). Il a une sœur aînée, Samantha Bloom (née en 1975), et est le cousin du photographe Sebastian Copeland. Sa famille maternelle a vécu en Australie, au Japon, en Inde et en Tasmanie. Enfant, Orlando croyait que son père biologique était Harry Saul Bloom, un journaliste/romancier juif originaire d'Afrique du Sud et époux de sa mère ; or, à 13 ans (neuf ans après le décès d'Harry Bloom), il a découvert que son père biologique était Colin Stone, l'ex-petit ami de sa mère et un ami de la famille. À la suite du décès d'Harry Bloom en 1981, Colin Stone est devenu le tuteur légal d'Orlando. Orlando a été prénommé en hommage à Orlando Gibbons,.
Il a étudié à l'école St. Peter's Methodist Primary School, ainsi qu'à la The King's School et la St Edmund's School ; Orlando est dyslexique. Sa mère l'a poussé à suivre des cours d'art dramatique. En 1993, à l'âge de 16 ans, il s'est installé à Londres pendant deux ans, afin de suivre des cours de photographie, de comédie et de sculpture au Fine Arts College. Par la suite, il a intégré le National Youth Theatre où il a obtenu une bourse pour la British American Drama Academy. Orlando a lancé sa carrière en jouant des petits rôles à la télévision ; par exemple, Casualty et Inspecteur Barnaby. Il a ensuite tourné dans son premier film en 1997, Oscar Wilde. Après le film, il a intégré l'école, Guildhall School of Music and Drama.

### Carrière

#### Ascension rapide et révélation (1997-2007)

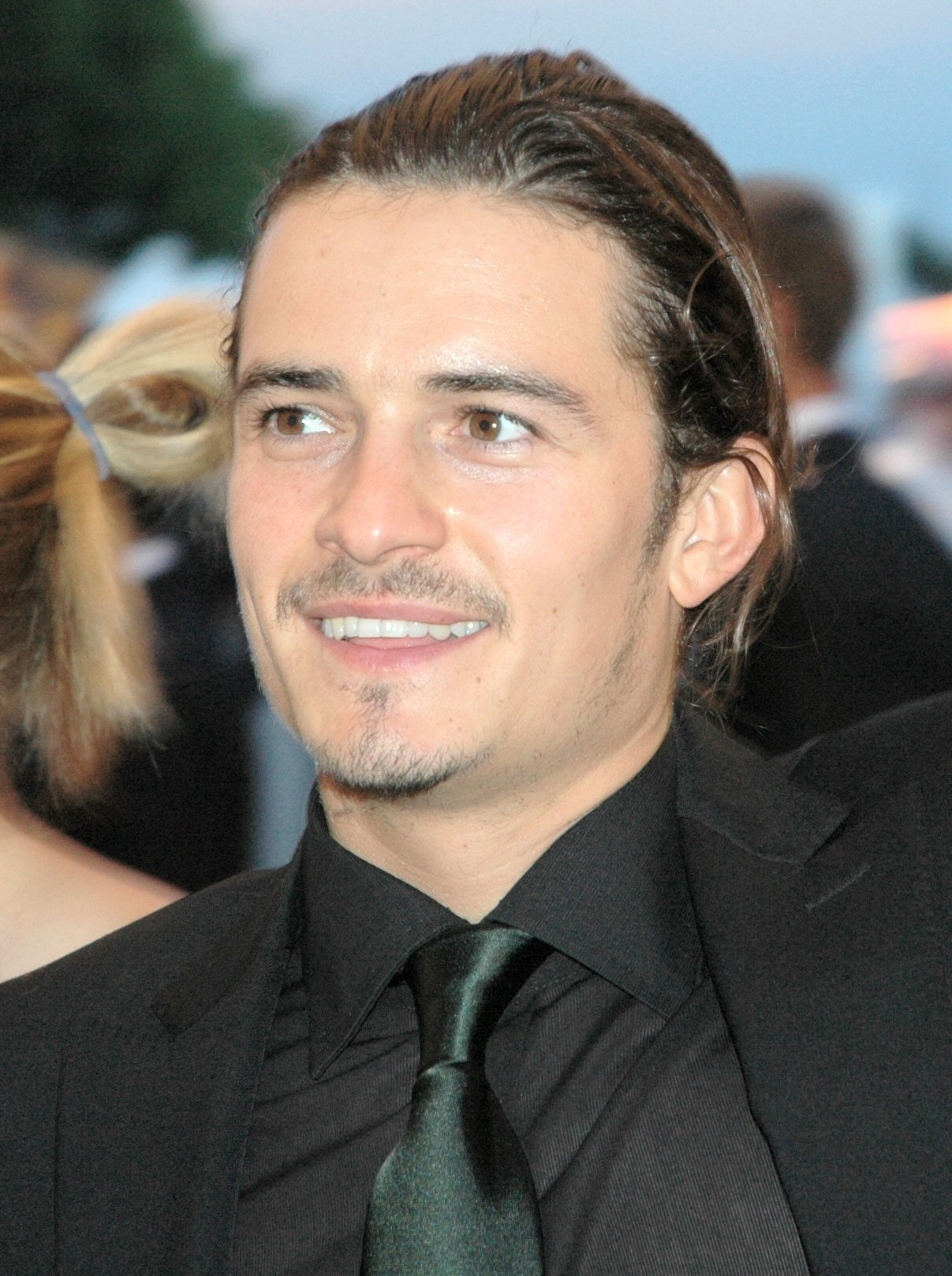
Orlando Bloom au Festival de Venise, le 4 septembre 2005

Orlando a fait ses débuts au cinéma en 1997, à l'âge de 20 ans, avec le film, Oscar Wilde. En 1999, seulement deux jours après être sorti diplômé de l'école Guildhall School of Music and Drama, il obtient le rôle de Legolas dans la trilogie Le Seigneur des anneaux (2001-2003). Il avait tout d'abord auditionné pour le rôle de Faramir qui n’apparaît que dans le deuxième film, mais le réalisateur a préféré lui donner le rôle de Legolas. Alors qu'il tournait la trilogie, Orlando est également apparu dans le film de guerre La Chute du faucon noir, où le réalisateur Ridley Scott dirige une poignée de futurs acteurs majeurs du cinéma hollywoodien.
Mais c'est la trilogie de Peter Jackson qui permet à l'acteur de s'imposer comme une révélation. Le Seigneur des anneaux lui permet en effet de récolter de nombreux prix : Teen Choice Awards, Screen Actors Guild Awards, Prix du cinéma européen, ou encore Empire Awards.
De retour de la Nouvelle-Zélande, il est choisi pour rejoindre une autre franchise hollywoodienne très populaire : il incarne en effet Will Turner dans les trois premiers opus de la saga Pirates des Caraïbes, menée par Johnny Depp, sortis entre 2003 et 2007. Il y a pour partenaire féminine la jeune Keira Knightley, qui accède simultanément à un succès international.
Parallèlement, il donne la réplique à Brad Pitt, pour le péplum Troie, sorti en 2004.
Mais l'année suivante marque un net ralentissement dans son ascension : en 2005, la fresque historique Kingdom of Heaven, pour laquelle le réalisateur Ridley Scott lui fait confiance cette fois pour le premier rôle, déçoit au box-office, bien que le film obtient par la suite une meilleure reconnaissance lors de la sortie en version longue en DVD. Quant à sa collaboration avec le cinéaste Cameron Crowe, la comédie dramatique Rencontres à Elizabethtown, pour laquelle il incarne un jeune homme de retour dans sa ville natale, est très mal reçue par la critique.

#### Difficile confirmation et retour aux seconds rôles (2009- )

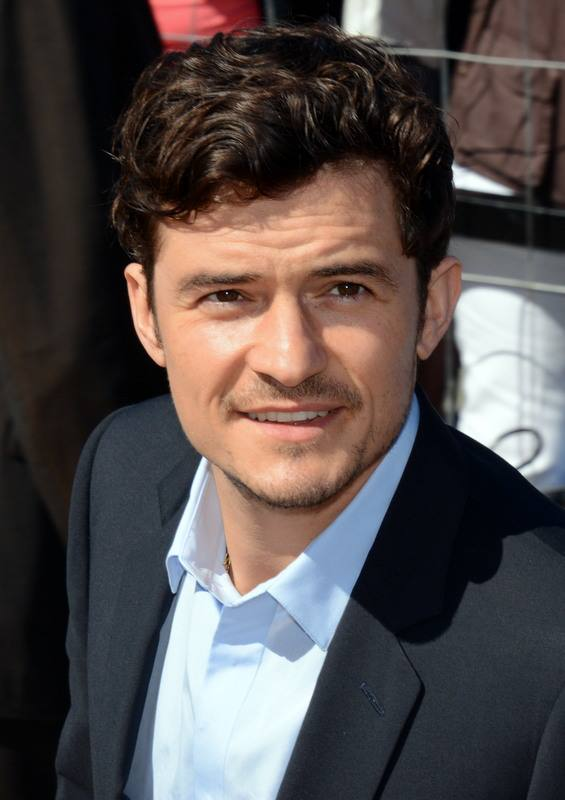
L'acteur à la première de Zulu au Festival de Cannes 2013.

Après la sortie du troisième Pirates des Caraïbes, en 2007, il faut donc attendre presque deux ans pour le revoir sur grand écran. Il se contente en effet d'apparaître dans l'un des tableaux du film à sketches, New York, I Love You, sorti en 2009. On retrouve notamment une distribution impressionnante avec Natalie Portman, Hayden Christensen et Bradley Cooper.
L'année d'après, il revient discrètement avec un petit rôle dans le drame Sympathy for Delicious, première et unique réalisation de l'acteur Mark Ruffalo, puis apparaît aux côtés du britannique Colin Firth dans la comédie dramatique Main Street.
C'est seulement en 2011 qu'il tente à nouveau de s'imposer en tant que tête d'affiche : d'abord en jouant le rôle-titre du thriller indépendant The Good Doctor, qui convainc plutôt la critique, mais échoue commercialement ; puis en menant la grosse production d'époque Les Trois Mousquetaires, de Paul W.S. Anderson, où il joue le Duc de Buckingham. Le film est très mal reçu par la critique, et déçoit au box-office.
En 2013, il s'éloigne donc d'Hollywood pour le thriller Zulu, production française tournée en Afrique du Sud, où il donne la réplique à Forest Whitaker, mais qui passe inaperçue une fois sa présentation hors compétition, plutôt positive au Festival de Cannes 2013. Cette année marque surtout le retour de l'acteur dans le rôle de Legolas dans la préquelle du Seigneur des anneaux, Le Hobbit. Il confirme durant la promotion qu'il n'a toujours pas lu les œuvres de Tolkien.
En 2014, ce retour au premier plan coïncide avec l'inauguration le 3 avril de l'étoile de l'acteur sur le célèbre boulevard hollywoodien The Walk of Fame officialisant sa participation à l'imaginaire hollywoodien,.
En septembre 2015, il reçoit un hommage lors du 41e Festival du cinéma américain de Deauville, au même titre que Ian McKellen, Terrence Malick, Keanu Reeves et Patricia Clarkson. La même année, l'acteur confirme ce maintien à des seconds rôles en participant à un film indépendant à très petit budget, la comédie dramatique Digging for Fire.
Cependant le succès du Hobbit le conduit à accepter de renouer avec l'autre série qui l'a rendu célèbre, Pirates des Caraïbes, après avoir pourtant décliné le quatrième volet sorti en 2011. Il retrouve donc Johnny Depp, pour Dead Men Tell No Tales, dont la sortie a eu lieu en 2017. Trois autres projets sortent cette année-là, mais de façon beaucoup plus discrète : tout d'abord le thriller d'action Unlocked, dont il partage l'affiche avec Noomi Rapace, sous la direction de Michael Apted ; puis le drame indépendant Romans, où il est secondé par Janet Montgomery ; et enfin le film d'action The Shanghai Job.
À la suite de ces flops, il accepte de tenir le premier rôle d'une mini-série fantastique, Carnival Row. L'acteur y a pour partenaire l'ex-mannequin Cara Delevingne.
En 2023, il revient sur grand écran à l'affiche de Gran Turismo de Neill Blomkamp aux côtés de David Harbour et Geri Halliwell. Le film rencontrera un joli succès au box-office et connaîtra de bonnes critiques.
Producteur
Amateur de moto (ce qui lui a valu une jambe cassée dans un accident), il produit en 2015 le documentaire The Greasy Hands Preachers, portant sur des amateurs japonais, espagnols, américains et français qui construisent des motos uniques.

## Vie privée
L'acteur a vécu une courte relation avec l'actrice britannique Sienna Miller, en 2001. En 2003, il entame une relation avec l'actrice américaine Kate Bosworth - de qui il se séparera et avec qui il se réconciliera à de nombreuses reprises, jusqu'en septembre 2006.
En novembre 2007, il devient le compagnon de la mannequin australienne Miranda Kerr. Ils se fiancent le 21 juin 2010, puis se marient le mois suivant, le 22 juillet. Ensemble, ils ont un fils, prénommé Flynn Christopher Blanchard Copeland Bloom (né le 6 janvier 2011). Le 25 octobre 2013, le couple annonce être séparé depuis plusieurs mois, et avoir demandé le divorce au bout de trois ans de mariage et six ans de vie commune. Leur divorce a été prononcé en 2014.
Entre 2014 et 2016, Orlando est soupçonné d'avoir eu une histoire avec l'actrice et chanteuse américaine Selena Gomez. Durant l'été 2015, il a eu une brève liaison avec l'actrice brésilienne Luisa Moraes.
En janvier 2016, il officialise son couple avec la chanteuse américaine Katy Perry, mais ils se séparent en février 2017, avant de se remettre ensemble au printemps 2018. Peu après sa séparation avec Katy en 2017, il a brièvement fréquenté la mannequin américaine Ashley Haas,. Le 14 février 2019, le couple se fiance et, en mars 2020, Katy Perry annonce dans son nouveau clip Never Worn White être enceinte de son premier enfant. Le 26 août 2020, elle donne naissance à leur fille, prénommée Daisy Dove Bloom.

## Filmographie
Sauf indication contraire, les informations mentionnées dans cette section peuvent être confirmées par les bases de données cinématographiques  présentes dans la section « Liens externes ».

### Cinéma

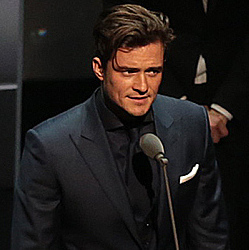
Bloom en 2015.

- 1998 : Oscar Wilde (Wilde) de Brian Gilbert : un garçon
- 2001 : Le Seigneur des anneaux : La Communauté de l'anneau (The Lord of the Rings: The Fellowship of the Ring) de Peter Jackson : Legolas
- 2002 : La Chute du faucon noir (Black Hawk Down) de Ridley Scott : Blackburn
- 2002 : Le Seigneur des anneaux : Les Deux Tours (The Lord of the Rings : The Two Towers) de Peter Jackson : Legolas
- 2003 : Le Seigneur des anneaux : Le Retour du roi (The Lord of the Rings: The Return of the King) de Peter Jackson : Legolas
- 2003 : Pirates des Caraïbes : La Malédiction du Black Pearl (Pirates of the Caribbean: The Curse of the Black Pearl) de Gore Verbinski : Will Turner
- 2003 : Ned Kelly de Gregor Jordan : Joseph Byrne
- 2004 : Troie (Troy) de Wolfgang Petersen : Pâris
- 2004 : Calcium Kid d'Alex De Rakoff : Jimmy "The Calcium Kid" Connelly
- 2004 : Haven : L'enfer au paradis (Haven) de Frank E. Flowers : Shy
- 2005 : Kingdom of Heaven de Ridley Scott : Balian de Ibelin
- 2005 : Rencontres à Elizabethtown (Elizabethtown) de Cameron Crowe : Drew Baylor
- 2006 : Pirates des Caraïbes : Le Secret du coffre maudit (Pirates of the Caribbean: Dead Man's Chest) de Gore Verbinski : Will Turner
- 2007 : Love (et ses petits désastres) (Love and Other Disaster) d'Alek Keshishian : Hollywood Paolo
- 2007 : Pirates des Caraïbes : Jusqu'au bout du monde (Pirates of the Caribbean: At World's End) de Gore Verbinski : Will Turner
- 2010 : Main Street de John Doyle : Harris Parker
- 2010 : New York, I Love You de Shunji Iwai : David
- 2011 : Les Trois Mousquetaires (The Three Musketeers) de Paul W.S Anderson : Le Duc de Buckingham
- 2011 : The Good Doctor de Lance Daly : Dr Martin Blake
- 2013 : Zulu de Jérôme Salle : Brian Epkeen
- 2013 : Le Hobbit : La Désolation de Smaug (The Hobbit: The Desolation of Smaug) de Peter Jackson : Legolas
- 2013 : Sympathy for Delicious de Mark Ruffalo : La tâche
- 2014 : Le Hobbit : La Bataille des Cinq Armées (The Hobbit: The Battle of the Five Armies) de Peter Jackson : Legolas
- 2015 : Digging for Fire de Joe Swanberg : Ben
- 2017 : Pirates des Caraïbes : la Vengeance de Salazar (Pirates of the Caribbean: Dead Men Tell No Tales) de Joachim Rønning et Espen Sandberg : Will Turner
- 2017 : Conspiracy (Unlocked) de Michael Apted : Jack Alcott
- 2017 : Romans (en) de Ludwig Shammasian et Paul Shammasian : Malky
- 2017 : The Shanghaï Job (Ji zhi zhui ji) de Charles Martin : Danny Stratton
- 2020 : Assiégés (The Outpost) de Rod Lurie : capitaine Benjamin D. Keating
- 2021 : Needle in a Timestack de John Ridley : Tommy Hambleton
- 2021 : Billie Eilish: The World's a Little Blurry (documentaire) de R. J. Cutler : lui-même
- 2023 : Gran Turismo de Neill Blomkamp : Danny Moore
- 2024 : Red Right Hand d'Eshom et Ian Nelms : Cash
- 2024 : The Cut de Sean Ellis : le boxeur (également producteur)
- 2024 : Peppa au cinéma (Peppa's Cinema Party) de Gretchen Mallorie et Andrea Tran : Mr. Raccoon (voix)
- 2025 : Deep Cover de Tom Kingsley
- Prévu en 2025 : Wizards! de David Michôd
- Prévu en 2026 : Bucking Fastard de Werner Herzog : Gareth Mulroney

### Séries télévisées
- 1994-1996 : Casualty : Noel Harrison (3 épisodes)
- 2000 : Inspecteur Barnaby (Midsomer Murders) : Peter Drinkwater (1 épisode)
- 2006 : Extras : Lui-même (1 épisode)
- 2016 : Easy : Tom / Le mari (1 épisode)
- 2019-2023 : Carnival Row : Rycroft Philostrate

### Jeux vidéo
- 2002 : Le Seigneur des anneaux : Les Deux Tours : Legolas
- 2003 : Le Seigneur des anneaux : Le Retour du roi : Legolas
- 2012 : Lego Le Seigneur des anneaux : Legolas
- 2014 : Lego Le Hobbit : Legolas

## Théâtre
- 2007 : In Celebration de David Storey, mise en scène de Sonia Friedman, Londres
- 2013 : Roméo et Juliette de William Shakespeare, mise en scène de David Leveaux, New York
- 2018 : Killer Joe de Tracy Letts, mise en scène de Simon Evans, Londres

## Distinctions
Sauf indication contraire, les informations mentionnées dans cette section peuvent être confirmées par les bases de données cinématographiques  présentes dans la section « Liens externes ».

### Récompenses
- Awards Circuit Community Awards 2001 : meilleure distribution pour Le Seigneur des anneaux : La Communauté de l'anneau - partagée avec d'autres membres de la distribution
- Bravo Otto 2002 : meilleur acteur pour Le Seigneur des anneaux : La Communauté de l'anneau
- Empire Awards 2002 : meilleur espoir pour Le Seigneur des anneaux : La Communauté de l'anneau
- MTV Movie Awards 2002 : meilleure performance masculine pour Le Seigneur des anneaux : La Communauté de l'anneau
- Phoenix Film Critics Society Awards 2002 : meilleure distribution pour Le Seigneur des anneaux : La Communauté de l'anneau - partagée avec d'autres membres de la distribution
- Awards Circuit Community Awards 2003 : eilleure distribution pour Le Seigneur des anneaux : Le Retour du roi - partagée avec d'autres membres de la distribution
- Bravo Otto 2003 : meilleur acteur pour Le Seigneur des anneaux : Les Deux Tours
- Hollywood Film Awards 2003 : eilleure révélation masculine pour Le Seigneur des anneaux : La Communauté de l'anneau
- National Board of Review Awards 2003 : meilleure distribution pour Le Seigneur des anneaux : Le Retour du roi - partagée avec d'autres membres de la distribution
- Online Film Critics Society Awards 2003 : meilleure distribution pour Le Seigneur des anneaux : Les Deux Tours - partagée avec d'autres membres de la distribution
- Phoenix Film Critics Society Awards 2003 : meilleure distribution pour Le Seigneur des anneaux : Les Deux Tours - partagée avec d'autres membres de la distribution
- Critics' Choice Movie Awards 2004 : meilleure distribution pour Le Seigneur des anneaux : Le Retour du roi - partagée avec d'autres membres de la distribution
- Gold Derby Awards 2004 : meilleure distribution pour Le Seigneur des anneaux : Le Retour du roi - partagée avec d'autres membres de la distribution
- MTV Movie Awards 2004 : prix du héros sexy pour Pirates des Caraïbes : La Malédiction du Black Pearl (Prix Mexique[Quoi ?])
- Screen Actors Guild Awards 2004 : meilleure distribution pour Le Seigneur des anneaux : Le Retour du roi - partagée avec d'autres membres de la distribution
- Teen Choice Awards 2004 :
  - Meilleur baiser pour Pirates des Caraïbes : La Malédiction du Black Pearl - partagée avec Keira Knightley
  - Meilleure alchimie pour Pirates des Caraïbes : La Malédiction du Black Pearl - partagée avec Keira Knightley
  - Meilleure séquence d’action pour Pirates des Caraïbes : La Malédiction du Black Pearl - partagée avec Johnny Depp
- Prix du cinéma européen 2005 : meilleur acteur européen pour Kingdom of Heaven
- Teen Choice Awards 2006 : meilleure bagarre pour Pirates des Caraïbes : Le secret du coffre maudit - partagée avec Jack Davenport
- Yoga Awards 2006 : meilleur acteur étranger pour Rencontres à Elizabethtown et pour Kingdom of Heaven
- Teen Choice Awards 2007 :
  - Meilleur baiser pour Pirates des Caraïbes : Le secret du coffre maudit - partagée avec Keira Knightley
  - Meilleure bagarre pour Pirates des Caraïbes : Le secret du coffre maudit
- Bambi Award 2010 : prix caritatif
- Huading Award 2014 : meilleur acteur pour Le Hobbit : La Désolation de Smaug
- MTV Movie Awards 2014 : meilleur combat pour Le Hobbit : La Désolation de Smaug - partagée avec Evangeline Lilly
- BAFTA/LA 2015 : prix humanitaire

### Nominations
- Awards Circuit Community Awards 2002 : meilleure distribution pour Le Seigneur des anneaux : Les Deux Tours - partagée avec d'autres membres de la distribution
- Online Film & Television Association Awards 2002 : meilleure révélation masculine pour Le Seigneur des anneaux : La Communauté de l'anneau
- Saturn Awards 2002 : Cinescape Genre Face of the Future Award du meilleur acteur pour Le Seigneur des anneaux : La Communauté de l'anneau
- Screen Actors Guild Awards 2002 : meilleure distribution pour Le Seigneur des anneaux : La Communauté de l'anneau - partagée avec d'autres membres de la distribution
- Australian Film Institute Awards 2003 : meilleur acteur dans un second rôle pour Ned Kelly
- DVD Exclusive Awards 2003 : meilleur commentaire audio pour Le Seigneur des anneaux : Les Deux Tours - partagée avec d'autres membres de la distribution
- Gold Derby Awards 2003 : meilleure distribution pour Le Seigneur des anneaux : Les Deux Tours - partagée avec d'autres membres de la distribution
- MTV Movie Awards 2003 : meilleure révélation outre-Atlantique
- 2004 : Bravo Otto du meilleur acteur pour Le Seigneur des anneaux : Le Retour du roi
- Screen Actors Guild Awards 2003 : meilleure distribution pour Le Seigneur des anneaux : Les Deux Tours - partagée avec d'autres membres de la distribution
- Empire Awards 2004 : meilleur acteur britannique pour Le Seigneur des anneaux : La Communauté de l'anneau
- MTV Movie Awards 2004 : meilleure équipe à l'écran pour Pirates des Caraïbes : La Malédiction du Black Pearl - partagée avec Johnny Depp
- NRJ Ciné Awards 2004 : acteur le plus sexy pour Le Seigneur des anneaux : Le Retour du roi
- Phoenix Film Critics Society Awards 2004 : meilleure distribution pour Le Seigneur des anneaux : Le Retour du roi - partagée avec d'autres membres de la distribution
- Teen Choice Awards 2004 : meilleur acteur pour Le Seigneur des anneaux : Le Retour du roi et pour Troie
- Teen Choice Awards 2005 :
  - Meilleur acteur pour Kingdom of Heaven
  - Meilleure scène d'amour pour Kingdom of Heaven - partagée avec Eva Green
  - Meilleur baiser pour Kingdom of Heaven - partagée avec Eva Green
- Teen Choice Awards 2006 : meilleur acteur pour Pirates des Caraïbes : Le secret du coffre maudit
- MTV Movie Awards 2007 :meilleure performance masculine pour Pirates des Caraïbes : Jusqu'au bout du monde
- Teen Choice Awards 2007 : meilleure bagarre pour Pirates des Caraïbes : Jusqu'au bout du monde
- Jupiter Awards 2012 : meilleur acteur international pour Les Trois Mousquetaires
- Festival international du film de Milan (it) 2012 : meilleur acteur pour The Good Doctor
- MTV Movie Awards 2014 : meilleure transformation à l'écran pour Le Hobbit : La Désolation de Smaug
- Teen Choice Awards 2017 : meilleur baiser pour Pirates des Caraïbes : La Vengeance de Salazar - partagée avec Keira Knightley

## Voix francophones
En version française, Denis Laustriat est la voix régulière d'Orlando Bloom qu'il double notamment dans les trilogies Le Seigneur des anneaux et Le Hobbit, ainsi que dans la franchise Pirates des Caraïbes. Il le double également dans Troie, Haven : L'Enfer au paradis, Rencontres à Elizabethtown, New York, I Love You, Les Trois Mousquetaires, Conspiracy, The Shanghai Job et Carnival Row.
En parallèle, il est doublé à deux reprises (en Belgique) par Sébastien Hébrant dans Ned Kelly et Digging for Fire ainsi qu'à titre exceptionnel par Stéphane Marais dans La Chute du faucon noir, Anatole de Bodinat dans Kingdom of Heaven et Rémi Bichet dans Zulu.
En version québécoise, Martin Watier le double dans la franchise Pirates des Caraïbes, Havre, Troie et Elizabethtown.